# Macarostola polyplaca
Macarostola polyplaca là một loài bướm đêm thuộc họ Gracillariidae. Nó được tìm thấy ở Queensland và New South Wales.
Ấu trùng ăn Lophostemon confertus và Tristania suaveolens. Chúng có thể ăn lá nơi chúng làm tổ.